# Can Xicola
Can Xicola és un monument del municipi de Figaró-Montmany (Vallès Oriental) inclòs en l'Inventari del Patrimoni Arquitectònic de Catalunya. Aquesta casa fou construïda amb motiu d'allotjar-hi els treballadors de les mines de baritina, explotades periòdicament. És un edifici datat el 1914. L'amo que el feu construir vivia al mas del costat de l'ermita de Sant Pere, a pocs metres de Can Xicola.
Actualment, excepte una família que hi viu tot l'any, hi ha sis casetes per llogar a l'estiu. Edifici aïllat i a un nivell per sobre del camí. La casa té dos pisos i una terrassa al davant, que dona al camí i que queda a sobre de les antigues quadres pels cavalls (6), a les quals s'hi accedeix per una porta rectangular amb la corresponent lletra, una finestra al damunt i una gran arcada de maó amb clau de volta de pedra, agrupant els dos elements. Les portes tenen marcs de maó vermell, cosa que veiem en moltes de les casetes del nucli del Figueró d'aquesta època. Als balconets i a les finestres hi ha baranes de ferro forjat. A la casa de dalt, cada porta, corresponent a cada un dels habitatges unifamiliars, està protegida per un tendal. Hi observem una finestra d'ull de bou amb motllura de pedra al voltant.